# ЦСКА (Київ)
ЦСКА — футбольний клуб України з міста Києва. Фіналіст Кубка України 1998, 2001 років. Найкраще місце в чемпіонатах України — 4-те (1997). Виступав у Кубку УЄФА 2001—2002.
Армійську команду було створено влітку 1992 року після проголошення незалежності України і реорганізації військ Радянської імперії часів СРСР. У Києві замість футбольної команди Спортивного Клубу Армії Збройних Сил СРСР було створено команду яка отримала тимчасову назву «ЗС-Оріяна». Реорганізація радянських спортивних організацій відбулася по всій Україні і бувші футбольні команди радянської мережі СКА були передані під опіку місцевої влади. З заснуванням Спортивного комітету Міністерства оборони України, «ЗС-Оріяна» стала представляти Збройні Сили України.
За радянських часів перший матч в історії армійського футболу збірна команда радянських частин Київського гарнізону провела 28 липня 1926 року — цю дату необхідно вважати днем заснування головної армійської команди України. До 4 вересня 2009 року мав професіональний статус.
Клубні кольори: червоні, чорні, білі. Багаторазовий чемпіон і призер чемпіонату УРСР. Володар і багаторазовий фіналіст Кубка УРСР.
У вищій лізі з сезону 1996/1997 до 2001/2002 (середина сезону), клуб зайняв місце «ЦСКА-Борисфена» в обхід спортивного принципу на рішення ПФЛ, коли отримала підвищення з Друго Ліги «перепригнувши» Першу.
На початку 2002 року на базі ЦСКА було створено муніципальний клуб «Арсенал», який зайняв місце ЦСКА. Від цього часу ЦСКА виступав у Першій лізі. За три тури до закінчення чемпіонату 2007/2008 років команда вилетіла з Першої ліги.

## Історія
Колишні назви:
| Рік         | Назва                | Місто    |
| ----------- | -------------------- | -------- |
| 1926        | Київський гарнізон   | Київ     |
| 1923 — 1934 | БЧА                  | Харків   |
| 1934 — 1936 | УБЧА                 | Київ     |
| 1937        | КО БЧА               | Київ     |
| 1946        | «Будинок офіцерів»   | Київ     |
| 1947        | ОБО                  | Київ     |
| 1948—1953   | «Будинок офіцерів»   | Київ     |
| 1954—1956   | ОБО                  | Київ     |
| 1957        | ОСК                  | Київ     |
| 1957—1959   | СКВО                 | Київ     |
| 1960—1971   | СКА                  | Київ     |
| 1972        | команда м. Чернігова | Чернігів |
| 1972—1976   | СК «Чернігів»        | Чернігів |
| 1976—1992   | СКА                  | Київ     |
| 1992—1993   | «ЗС-Оріяна»          | Київ     |
| 1993—1994   | ЦСК ЗСУ              | Київ     |
| з 1994      | ЦСКА                 | Київ     |

### 1923—1991 роки
«Співзасновниками» київського армійського клубу є, по суті, дві команди Українського військового округу — Київського гарнізону та Будинку Червоної Армії.
Команда Київського гарнізону заснована 1926 року в Києві. Перший матч відбувся на Червоному стадіоні в Києві 28 липня 1926 проти збірної профспілкових команд Києва. Із середини літа 1923 року існувала команда БЧА (Будинок Червоної Армії), що представляла тодішню столицю Харків. У 1923 році БЧА виграла футбольні змагання 1-ї Всеукраїнської Олімпіади військових частин УВО (яка тривала з 8 до 16 вересня), хоча і була позбавлена титулу за участь у її складі комскладу, усі результати команди були проголошені «поза конкурсом»:
Спортивный кружок при Доме Красной Армии начал функционировать совсем недавно. Так, например, футбольная команда ДКА соорганизовалась только в середине лета прошедшего 1923 года. …На 1-й Всеукраинской Олимпиаде войсковых частей ею было занято «вне конкурса» первое место. («Вестник физической культуры», #1, 01.1924 г., с. 17).
У липні 1934 року, разом зі столицею УРСР, переїхала до Києва і команда БЧА та отримала назву УБЧА (Український Будинок Червоної Армії). Український військовий округ теж було поділено у 1935 на Київський військовий округ та Харківський військовий округ. До 1960 року армійська команда багато разів змінювала назви: БО (Будинок Офіцерів), ОБО (Окружний Будинок Офіцерів), ОСК (Окружний Спортивний Клуб), СКВО (Спортивний Клуб Військового Округу). Від 1960 року команда називалася СКА (Спортивний Клуб Армії), за винятком 1972—1976 років, коли команда представляла Чернігів. Але від серпня 1976 року — знову повернена стара назва СКА (Київ), яка представляла Київський військовий округ.
За часів Української РСР команда виступала переважно в чемпіонаті і кубку УРСР та Першій і Другій лігах чемпіонату СРСР, де стала багаторазовим чемпіоном, призером чемпіонату УРСР і Другої ліги чемпіонату СРСР, а також володарем і чотириразовим фіналістом кубка УРСР.

### 1992—2001 роки

Емблема ЦСКА-Борисфен

Навесні 1992 року СКА стартував у першій лізі чемпіонату України і вилетів до другої. У сезоні 1992/93 ця команда вже під назвою ЦСК ЗСУ (Центральний спортивний клуб Збройних Сил України) виступає у другій лізі і вилітає з неї.
На початку 1990-х років також існували ще дві команди, яким судилося взяти участь в історії клубу: «Борисфен» (Бориспіль) і «Нива» (Миронівка). У чемпіонаті 1992/93 років «Нива» стартувала у Другій лізі. У 1993 році «Нива» і «Борисфен» об'єдналися в команду «Нива-Борисфен», яку 1994 року перейменували на ФК «Бориспіль». Чемпіонат 1992/93 років об'єднана команда закінчила на 4-му місці.
У сезоні 1993/94 ФК «Бориспіль» здобув путівку до Першої ліги. ЦСК ЗСУ внаслідок реорганізацій кількості учасників Другої ліги продовжив виступати в ній, займаючи місця в середині турнірної таблиці. «Нива» (Миронівка) також відновилася як окрема команда у Другій лізі.

Стара емблема ЦСКА

Логотип ЦСКА у 1999—2005 роках

У середині сезону 1994/95 років на базі бориспільської команди за участі Міністерства оборони і комерційних структур створили клуб «ЦСКА-Борисфен» (Бориспіль), міністр оборони України Валерій Шмаров и керівник НПФ «Геотон» Дмитро Злобенко досягли домовленості про об'єднання зусиль і створення клуба ЦСКА-Борисфен (ЦБ). В розпорядження бориспільських партнерів опинився армійський футбольний «адмінресурс», що дозволив, наприклад, відразу ж «закликати» під знамена клуба найталановитішого хавбека Свистунова з Вереса, а та сторона отримала фінансові тили, яких так не вистачало ЦСКА. Жила команда в готелі на території спортінтерната РУФК, тренувалася і там, і на стадіоні ЦСКА, іноді навіть на головному полі Республиканського стадіона.
При цьому армія зберегла і свою власну команду у Третій лізі, яка успішно вийшла до Другої. Разом із нею до Другої ліги вийшла і «Нива», яка в середині наступного сезону змінила назву на «Нива-Космос».
У інтерв'ю Роману Бебеху, Ігор Ковалевич розказував, що він і Злобенко пропонували Шмарову перебудувати стадіон ЦСКА по прикладу «Андерлехта» і Шмаров відповів, що готовий. Почалося оформлення документів із головою міністерства державного майна Юрієм Єхануровим.
У міжсезоння 1995/96 відомий бізнесмен Ігор Бакай (АТЗТ «Інтергаз»), в той час Глава Державного управління справами при тодішньому Президенті Леоніді Кучмі, не досягши бажаних успіхів з дніпропетровським «Дніпром», вирішив зробити це з армійцями. В розпорядження «ЦСКА-Борисфена» прибули вісім висококласних гравців «Дніпра» на чолі з екс-тренером збірної НДР Берндом Штанге. Бакай зі свої "Інтергаз"ом відмовився від подальшого фінансування Дніпра і останній мусів був переоформлюватися. Плече Дніпрянам підставив президент місцевої федерації Сергій Тігіпко.
У 1996/97 трапився небувалий скандал між співзасновниками клубу. На засідані ПФЛ буквально напередодні старту сезона було поставлено під сумнів сам факт юридичного існування ФК ЦСКА-Борисфен. В результаті все це призвело до того, що клуб «ЦСКА-Борисфен» розпався, а правонаступницею команди стала армія. Клуб «ЦСКА-Борисфен» був реорганізований у дочірнє підприємство Міністерства оборони України і отримав назву ЦСКА. При цьому команда, яка вийшла з другої ліги до першої, стала командою дублерів — ЦСКА-2. Президентом окремого, армійського клубу був обраний Михайло Гріншпон. Бориспільські співвласники клубу залишилися ні з чим, але вони відразу ж відродили команду в аматорській лізі. У цьому ж сезоні припинила існування «Нива-Космос». Наступного сезону «Борисфен» вийшов до Другої ліги…
У 1998 році новим керівником клубу стає Віктор Тополов, в минулому президент компанії «Київ-Донбас».
Наприкінці 1990х керівництво ЦСКА Київ проходило у кримінальних провадженнях по відмиванню грошей через заступників мера Києва Олександра Омельченка. Митна міліція міста Києва проводила обшуки на квартирі Андрія Артеменка, радника мера Києва і екс-президента ДП МО «Футбольний клуб ЦСКА-Київ»
Цей радник у 2020 заявився у Американську політику як людина Андрія Деркача під своїм «легальним ім'ям» Енді Кучма.

### Перейменування
У 2001 року Міністерство оборони на чолі з міністром оборони Олександром Кузьмуком уклало договір про співпрацю з Київською міською державною адміністрацією на чолі з Олександром Омельченком. Згідно договору про реорганізацію державного футбольного клубу, 51 % статутного фонду відводились місту, решта розподілялися між приватною компанією та оточенням колишнього президента клубу Олександра Данильчука (ЗАТ «Інтергаз», ВАТ «Укрнафта»). На той час (2001) сам ЦСКА терпів фінансове лихо. Сам Данильчук у ЗМІ коментував: «Це популістська заява, яка має скоріше політичний характер. Передача футбольного клубу під юрисдикцію міськадміністрації не відбувається. Ні я, ні Міністерство оборони на це не підемо.»
Трохи згодом було повідомлено, що на розпорядження мера Києва і на пропозицію корпорації «ЦСКА — Київ», компанії «Юніспорт Консалтинг Лімітед» («Unіsport Consalting Ltd») було створено ФК «Арсенал» (Київ). Також відповідно до рішення, 50 %+1 акція футбольного клубу «Арсенал» належала Києву, а 49 % — Міноборони та підприємству ЦСКА.
На січень гравці ЦСКА який з 18 грудня офіційно було перейменовано мали намір вийти на страйк через невірішення питання по виплаті преміальних і зарплат. Невдовзі Данильчук повідомив що напругу знято і питання про страйк не стоїть і на середину січня слід очікувати прес-конферецію керівників ЦСКА, "на якій будуть підбиті підсумки виконаної роботи та окреслено контури майбутнього «Арсеналу».
У лютому 2002 року, по закінченні першого кола Вищої ліги чемпіонату України з футболу, яке ЦСКА завершив на 9-й сходинці, за ініциативою тодішнього міського голови Олександра Омельченка, клуб було реорганізовано та перейменовано в ФК «Арсенал» (Київ).
Перейменування зустріло принциповий протест з боку вболівальників автентичного армійського клубу та спичинило розкол серед представників колишнього керівництва.
Одночасно зі створенням «Арсеналу», який продовжив виступи у Вищій лізі на правах правонаступника армійської команди, на базі другої команди (дублерів, що виступала в змаганнях з футболу серед команд першої ліги — ЦСКА-2) було сформовано окремий футбольний клуб під старою назвою ЦСКА Київ, який продовжив виступи у нижчій лізі чемпіонату.
З тих пір між цими двома командами пішло певне протистояння.

### Перша ліга та втрата професійного статусу
У першості 2007/2008 років клуб виступав у Першій лізі. За підсумками сезону клуб посів 19-те місце та опустився до Другої ліги. 4 вересня 2009 року через фінансові проблеми клуб знявся зі змагань Другої ліги та позбувся статусу професіонального клубу. У 2010 році доросла команда не заявлена до жодних змагань, однак юнацькі команди виступали в чемпіонаті Києва. Клуб досі має вболівальників, наприклад, перед товариською грою Україна — Чилі у 2010 році вулицями Києва пройшов марш фанів ЦСКА, який завершився на стадіоні «Динамо», де під час матчу прихильники «коней» вивісили банер «Поверніть нам ЦСКА».

### Наші часи
У травні 2019 року проведена реорганізація структури клубу, сформовано статутний капітал, анонсовано відкриття дитячої школи футболу «ЦСКА — Київ» на базі стадіону ЦСКА, а також формування нової команди для участі в змаганнях на професійому рівні.
На 2021 рік команда бере участь у чемпіонаті та Кубку КСРФФ (Києво-Святошинської районної федерації футболу). У змаганні за Кубок КСРФФ команда вибула у першому колі — 1/16 фіналу, програвши ФК Нива (Бузова).
У вересні 2021 ЦСКА розпочав участь у Першості та Кубку м. Києва (ФФК).

## Досягнення
- Чемпіонат УРСР
  -  Чемпіон (4) — 1949, 1951, 1980, 1983
  -  Срібний призер (5) — 1946, 1964, 1965, 1977, 1979
  -  Бронзовий призер (5) — 1936 (осінь), 1948, 1950, 1978, 1986
- Кубок УРСР
  -  Володар (1) — 1976
  -  Фіналіст (1) — 1954
  - Володар Кубка УРСР на приз ЦК ЛКСМУ (1) — 1963
- Кубок України
  -  Фіналіст (2) — 1998, 2001.
- Бронзовий призер Чемпіонату СРСР Друга група клас А (1): 1967.
- Чемпіон Збройних сил СРСР: 1975

## Виступи в чемпіонатах України
| Сезон             | Ліга                       | М       | І  | В  | Н  | П  | ГЗ | ГП | О   | Кубок України | Єврокубки | Єврокубки | Примітка   |
| ----------------- | -------------------------- | ------- | -- | -- | -- | -- | -- | -- | --- | ------------- | --------- | --------- | ---------- |
| 1992–1993         | Друга ліга                 | 18 з 18 | 34 | 9  | 7  | 18 | 27 | 50 | 25  |               |           |           |            |
| 1993–1994         | Перехідна ліга             | 11 з 18 | 34 | 14 | 4  | 16 | 45 | 42 | 32  |               |           |           |            |
| 1994–1995         | Третя ліга                 | 1 з 22  | 42 | 32 | 5  | 5  | 81 | 28 | 101 |               |           |           | Підвищення |
| 1995–1996         | Друга ліга                 | 1 з 22  | 40 | 27 | 8  | 5  | 61 | 27 | 89  |               |           |           | Підвищення |
| 1996–1997         | Вища ліга                  | 11 з 16 | 30 | 9  | 8  | 13 | 33 | 35 | 35  |               |           |           |            |
| 1997–1998         | Вища ліга                  | 13 з 16 | 30 | 9  | 6  | 15 | 30 | 35 | 33  |               |           |           |            |
| 1998–1999         | Вища ліга                  | 7 з 16  | 30 | 11 | 10 | 9  | 37 | 35 | 43  |               | КВК       | 1-й раунд |            |
| 1999–2000         | Вища ліга                  | 10 з 16 | 30 | 9  | 8  | 13 | 31 | 36 | 35  |               |           |           |            |
| 2000–2001         | Вища ліга                  | 6 з 16  | 26 | 10 | 10 | 6  | 30 | 23 | 40  |               |           |           | Пониження  |
| 2001–2002         | Перша ліга                 | 14 з 18 | 34 | 10 | 9  | 15 | 32 | 29 | 39  |               | КУЄФА     | 2-й раунд |            |
| 2002–2003         | Перша ліга                 | 14 з 18 | 34 | 10 | 11 | 13 | 33 | 38 | 41  |               |           |           |            |
| 2003–2004         | Перша ліга                 | 11 з 18 | 34 | 12 | 6  | 16 | 29 | 39 | 42  |               |           |           |            |
| 2004–2005         | Перша ліга                 | 7 з 18  | 34 | 15 | 6  | 13 | 28 | 38 | 51  |               |           |           |            |
| 2005–2006         | Перша ліга                 | 15 з 18 | 34 | 8  | 8  | 18 | 25 | 52 | 32  |               |           |           |            |
| 2006–2007         | Перша ліга                 | 16 з 20 | 36 | 10 | 8  | 18 | 24 | 44 | 38  |               |           |           |            |
| 2007–2008         | Перша ліга                 | 19 з 20 | 38 | 7  | 6  | 25 | 36 | 74 | 27  |               |           |           | Пониження  |
| 2008–2009         | Друга ліга гр. А           | 4 з 20  | 32 | 18 | 3  | 11 | 40 | 23 | 57  | 1/16 фіналу   |           |           |            |
| клуб розформовано |                            |         |    |    |    |    |    |    |     |               |           |           |            |
| 2021              | КСРФФ Перша ліга           |         |    |    |    |    |    |    |     |               |           |           |            |
| 2022              | КСРФФ Перша ліга           |         |    |    |    |    |    |    |     |               |           |           |            |
| 2023              | БРАФ Вища ліга             |         |    |    |    |    |    |    |     |               |           |           |            |
| 2021–2022         | Чемпіонат Києва Перша ліга |         |    |    |    |    |    |    |     |               |           |           | Підвищення |
| 2022–2023         | Чемпіонат Києва Вища ліга  |         |    |    |    |    |    |    |     |               |           |           |            |
| 2023–2024         | Чемпіонат Києва Вища ліга  |         |    |    |    |    |    |    |     |               |           |           |            |

## Відомі футболісти
- Андрій Гусін
- Сергій Закарлюка
- Віктор Леоненко
- Руслан Любарський
- Євген Паламарчук
- Едуард Цихмейструк
- Олександр Шовковський
- Віктор Насташевський
- Володимир Трошкін,
- Дмитро Саркіс